# Labastide-Esparbairenque

Labastide-Esparbairenque este o comună în departamentul Aude din sudul Franței. În 1 ianuarie 2022 avea o populație de 62 de locuitori.